# デュ・ヴァル・ド・ヴィエンヌ・サーキット
デュ・ヴァル・ド・ヴィエンヌ・サーキット（フランス語: Circuit du Val de Vienne）は、フランスのル・ ヴィジュアンにあるサーキット。1990年にオープンしたこのサーキットは、ジャック・レコントとジャック・ニコレの後援を受けたグループである、レ・ドゥ・アルブが運営している。